# 1996 في باراغواي
فيما يلي قوائم الأحداث التي وقعت خلال عام 1996 في باراغواي.

## رياضة
- 1 يناير – الدوري الباراغواياني لكرة القدم 1996 الفائز سيرو بورتينيو.

## مواليد

### مارس
- 4 مارس – أنطونيو سانابريا لاعب كرة قدم بارغواياني.
- 19 مارس – خوسيه كانيت لاعب كرة قدم باراغواياني.
- 29 مارس – ريتشارد سانشيز لاعب كرة قدم بارغواياني.

### أبريل
- 30 أبريل – روبرت روجاس لاعب كرة قدم بارغواياني.

### أغسطس
- 24 أغسطس – كاميلا جيانجريكو كامبيز لاعبة كرة مضرب باراغوايانية.

### أكتوبر
- 8 أكتوبر – ألكسيس روجاس لاعب كرة قدم باراغواياني.

### نوفمبر
- 2 نوفمبر – جوزيه باريوس لاعب كرة قاعدة من الولايات المتحدة الأمريكية.
- 30 نوفمبر – بابلو مارتينيز

## وفيات

### يوليو
- 26 يوليو – هيريبيرتو هيريرا (مواليد 1926) لاعب كرة قدم.